# Eva Janko
Eva Janko, született Eva Egger (Floing, 1945. január 24. –) olimpiai bronzérmes osztrák atléta, gerelyhajító.

## Pályafutása
A stájerországi Floingban született 1945. január 24-én. Apja osztrák, anyja lengyel származású volt. 1966 és 1982 között 14 alkalommal nyerte meg az osztrák bajnokságot gerelyhajításban. Legnagyobb sikerét az 1968-as mexikóvárosi olimpián megszerzett bronzérmével érte el. 1973. július 27-én Innsbruckban 61,80 m új osztrák rekordot állított fel, ami a mai napig élő osztrák csúcs.
Fia Marc Janko (1983) válogatott labdarúgó.

## Sikerei, díjai
- Olimpiai játékok – gerelyhajítás
  - bronzérmes: 1968, Mexikóváros